# Johanna Näf
Johanna Näf (* 26. Juni 1944 in Stans) ist eine Schweizer Malerin, Plastikerin und Fotografin.

## Leben und Werk
Johanna Näf wuchs in Stans auf. Ihr Vater war Spengler, ihre Mutter Schneiderin. Nach einer Musikausbildung von 1972 bis 1974 in Zug besuchte sie von 1979 bis 1982 die F+F Schule für experimentelle Gestaltung Zürich und machte ein Praktikum in einem Bildhaueratelier. Es folgten Ausstellungen in der Zentralschweiz. 1992 leitete sie das Ausstellungsprojekt «Weg der Frau – ein Dialog» in Zug.
Näf befasst sich besonders mit Kunst am Bau und Kunst im öffentlichen Raum (Gestaltung von Brunnen u. a.) sowie mit Fotogrammen. 1999 und 2018 wurde sie mit dem Atelierstipendium des Kantons Zug in Berlin ausgezeichnet. 2003 hatte sie einen Atelieraufenthalt in der Stadtmühle Willisau. 2007 hielt sie sich sechs Monate im Atelier der Konferenz der Schweizer Städte für Kulturfragen (KSK) in Varanasi (Indien) auf; daraus entstand u. a. ihr Werk Indische Impressionen (2008).

## Ausstellungen
| Titel                                                                                       | Ort        | Museum, Galerie                          | Typ    | Datum                  | Literatur |
| ------------------------------------------------------------------------------------------- | ---------- | ---------------------------------------- | ------ | ---------------------- | --- |
| Johanna Näf. Spiel mit Farb und Form                                                        | Zug        | Kunsthandlung & Galerie Carla Renggli    | Einzel | 11.3.2019 – 6.4.2019   | |
| Atelier On Stage – 20 Jahre Zug in Berlin                                                   | Zug        | Shedhalle Zug                            | Gruppe | 10.3.2018–17.3.2018    | Atelier On Stage – 20 Jahre Zug in Berlin. Shedhalle Zug, 2018. Autorinnen und Autoren: Jürgen K. Hultenreich, Sandra Oehy / Hanna Schneidt, Stephan Schleiss. Zug: Direktion für Bildung und Kultur, 2018. OCLC 1081444133                     |
| Johanna Näf, Markus Reichenbach. Dialog                                                     | Baar       | Kunstkiosk Baar                          | Gruppe | 14.10.2017–28.10.2017  | |
| Kunstszene Schwyz                                                                           | Schwyz     | Ital Reding-Hofstatt                     | Gruppe | 20.5.2016 – 1.7.2016   | Kunstszene Schwyz. Schwyz, Ital Reding-Hofstatt, 2016. Hrsg.: Kulturkommission Kanton Schwyz; Texte: Daniela Hardmeier. Schwyz, 2016, ISBN 978-3-033-05612-1                                                                                    |
| Johanna Näf                                                                                 | Sarnen     | Galerie Hofmatt                          | Einzel | 13.3.2011–10.4.2011    | |
| Johanna Näf. Bespielte Wände                                                                | Luzern     | Mesch.Galerie                            | Einzel | 16.1.2011 – 6.5.2011   | |
| Johanna Näf. Adrian Bättig. Indian Summer                                                   | Schlieren  | Kunstkammer Gaswerk Schlieren            | Gruppe | 24.10.2010–14.11.2010  | |
| Edition 5 Erstfeld                                                                          | Altdorf    | Haus für Kunst Uri                       | Gruppe | 12.6.2010–22.8.2010    | Edition 5 Erstfeld. Herausgegeben von Ruth Nyffeler, Jürg Nyffeler und Barbara Zürcher. Texte: Michael Donhauser. Altdorf: Haus für Kunst Uri, 2010, ISBN 978-3-9523273-8-8                                                                     |
| Johanna Näf. Göttergraben                                                                   | Zug        | Galerie Carla Renggli                    | Einzel | 23.1.2010–27.2.2010    | |
| NOW 09. Auswahl Ob- und Nidwaldner Kunst 2009                                               | Stans      | Nidwaldner Museum                        | Gruppe | 15.11.2009 – 6.12.2009 | |
| Der letzte Koffer                                                                           | Giswil     | Turbine Giswil                           | Gruppe | 4.2009–5.2009          | Der letzte Koffer. Turbine Giswil, 2009. Text: Peter Stamm. Alpnach: Martin Wallimann, 2009, ISBN 978-3-908713-99-9 |
| Plastisch 09/10. 10 Ausstellungen. Portraits Künstlerfreunde in der Kunstkammer AZB         | Schlieren  | Kunstkammer Gaswerk Schlieren            | Gruppe | 2009–2010              | Ursula Hirsch et al.: Plastisch 09/10. 10 Ausstellungen. Portraits Künstlerfreunde in der Kunstkammer AZB. Kunstkammer Gaswerk Schlieren, 2009–10. OCLC 731516389                                                                               |
| Jetzt Kunst 08. 42 Kunstschaffende aus der Schweiz                                          | Schüpfen   | Jetzt Kunst                              | Gruppe | 6.7.2008–21.9.2008     | Amanda Beck et al.: Jetzt Kunst 08. 42 Kunstschaffende aus der Schweiz. Schüpfen, Jetzt Kunst, 2008. OCLC 638086798 |
| Indische Impressionen                                                                       | Meggen     | Gemeindegalerie Benzeholz                | Einzel | 13.4.2008–10.5.2008    | Urs Bugmann: «Farben von Freude und Elend». In: Neue Luzerner Zeitung, 18. April 2008, S. 47. |
| Contemporary Swiss Art in India                                                             | Varanasi   | Kriti Gallery                            | Gruppe | 4.12.2007–15.12.2007   | |
| Contemporary Swiss Art in India                                                             | New Delhi  | Embassy of Switzerland New Delhi         | Gruppe | 16.11.2007–30.11.2007  | |
| Nouvelles Collections                                                                       | Biel       | Kunsthaus Pasquart                       | Gruppe | 22.1.2006–19.3.2006    | |
| Johanna Näf. Berge und Täler. Neue Fotogramme                                               | Zug        | Galerie Carla Renggli                    | Einzel | 29.10.2005–26.11.2005  | |
| Skulpturenausstellung. 48 Kunstschaffende aus der Schweiz                                   | Schüpfen   |                                          | Gruppe | 2.7.2005 – 1.10.2005   | Schweizerische Skulpturenausstellung. 48 Kunstschaffende aus der Schweiz. Schüpfen, 2005. Vorwort: Rolf Zumstein. Schüpfen, 2005. OCLC 637425269                                                                                                |
| Edition Franz Mäder zu Gast bei Billing Bild                                                | Baar       | Galerie Billing Bild                     | Gruppe | 4.12.2004–23.1.2005    | |
| Johanna Näf                                                                                 | Sarnen     | Galerie Hofmatt                          | Einzel | 13.11.2004–12.12.2004  | |
| Kunst Koordinate 2004. 120 Künstler aus 10 Kantonen stellen aus                             | Giswil     | Turbine Giswil                           | Gruppe | 4.6.2004–18.7.2004     | |
| ZUG – BERLIN: RETOUR!                                                                       | Zug        | Galerie Carla Renggli                    | Gruppe | 12.3.2004–27.3.2004    | |
| Johanna Näf “eingefangen 2003”                                                              | Willisau   |                                          | Einzel | 10.11.2003–23.11.2003  | |
| Johanna Näf. Transparente Räume                                                             | Uster      | Villa am Aabach                          | Einzel | 19.1.2003–22.3.2003    | Johanna Näf: Transparente Räume. Uster: Villa am Aabach, 2003. Texte von Yvonne Höfliger und Sibylle Omlin, ISBN 978-3-9522633-0-3 |
| Johanna Näf. Lichtberührungen                                                               | Beckenried | Galerie Ermitage                         | Einzel | 25.5.2002–16.6.2002    | stu: «Vom Licht berührt». In: Apéro, 23. Mai – 29. Mai 2002, S. 15. |
| Bücher-Wände. Grafiken und Fotografien. Folgende Künstlerinnen zeigen Bücher                | Basel      | Galerie Franz Mäder                      | Gruppe | 21.9.2001–13.10.2001   | |
| Kreuze der Gegenwart. Deutung + Vision                                                      | Einsiedeln | Panorama                                 | Gruppe | 20.5.2001–14.10.2001   | Kreuze der Gegenwart. Deutung + Vision. Texte: Markus Riek et al. Einsiedeln: Verein x-mal Kreuz / Panorama, 2001. OCLC 49721915 |
| fleur de sel. 14 Nidwaldner Künstlerinnen stellen aus                                       | Stans      | Nidwaldner Museum                        | Gruppe | 9.3.2001–18.3.2001     | |
| Johanna Näf. Intervention                                                                   | Wolhusen   | Das Gästezimmer                          | Einzel | 16.4.2000 – 4.5.2000   | |
| Berliner Luft. Zug – Berlin – Retour                                                        | Zug        | Galerie Carla Renggli                    | Gruppe | 15.4.2000 – 3.5.2000   | Annelise Zwez: «Johanna Näf in der Galerie Carla Renggli». In: Kunst-Bulletin, 2000, 9, S. 45. |
| KunstAktion 2/00. anortundstelle                                                            | Zürich     | Utobadi                                  | Gruppe | 9.4.2000–29.4.2000     | |
| Heidi Arnold. Louis Lussmann. Johanna Näf. Mundi Nussbaumer. Felix Schenker. Maria Zgraggen | Altdorf    | Haus für Kunst Uri                       | Gruppe | 27.11.1999–12.12.1999  | |
| Multiples der Edition 5                                                                     | Luzern     | Galerie Apropos                          | Gruppe | 9.4.1999–24.4.1999     | |
| Johanna Näf. Fotogramme, Nadelzeichnungen                                                   | Stans      | Galerie am Dorfplatz                     | Einzel | 21.2.1999–14.3.1999    | |
| Ausstellung der Vereinigung Zuger Künstler                                                  | Zug        | Altstadthalle                            | Gruppe | 19.12.1998–23.12.1998  | |
| Johanna Näf. Fotogramme, Objekte, Arbeiten auf Papier                                       | Kriens     | Galerie Krienbach                        | Einzel | 16.1.1998 – 8.2.1998   | |
| Multiples. Objekte in Auflage                                                               | Baar       | Galerie Billing Bild                     | Gruppe | 29.11.1997–20.12.1997  | |
| Johanna Näf. Experimentelle Drucke, Objekte                                                 | Baar       | Galerie Billing Bild                     | Einzel | 4.10.1997 – 2.11.1997  | |
| Auf dem 47. Breitengrad. Ausstellungsprojekt Zug-Solothurn 1997                             | Zug        | Altstadthalle                            | Gruppe | 20.9.1997–12.10.1997   | |
| Auf dem 47. Breitengrad. Ausstellungsprojekt Zug-Solothurn 1997                             | Solothurn  | Kantonales Kulturzentrum Palais Besenval | Gruppe | 7.9.1997–28.9.1997     | Auf dem 47. Breitengrad. Ausstellungsprojekt Zug-Solothurn 1997. Solothurn, Palais Besenval, 1997. Texte: Sibylle Omlin und Ronald Schenkel. Zug und Solothurn: Vereinigung Zuger Künstler und Künstlerhaus S11 Solothurn, 1997. OCLC 637521046 |
| Johanna Näf. Gekrümmte Räume                                                                | Stans      | Nidwaldner Museum                        | Einzel | 8.12.1996–12.1.1997    | |
| Innerschweizer Kunstmappe. Remarque                                                         | Zug        | Galerie Carla Renggli                    | Gruppe | 4.12.1996–11.1.1997    | |
| Memento. Ausstellung zeitgenössischer Kunst zum Thema Denkmal                               | Altdorf    |                                          | Gruppe | 26.8.1995 – 8.10.1995  | Memento. Ausstellung zeitgenössischer Kunst zum Thema Denkmal. Altdorf, 1995. OCLC 717097414 |
| 3 Zuger Plastiker: Maria Bettina Cogliatti, André Gysi, Johanna Näf                         | Luzern     | Kornschütte                              | Gruppe | 1989                   | 3 Zuger Plastiker: Maria Bettina Cogliatti, André Gysi, Johanna Näf. Luzern, 1989. OCLC 81220365 |
| Hundertsiebenunddreissig Tage: Junge Kunst in alter Fabrik                                  | Cham       | Forum junge Kunst                        |        | 1988                   | Hundertsiebenunddreissig Tage: Junge Kunst in alter Fabrik. Cham, Forum junge Kunst, 1988. OCLC 778746298 |

## Publikationen / Literatur
- Lauter verwundbare Jahre. Wallimann, Alpnach 1998, ISBN 978-3-9521291-3-5.
- Lichtberührungen: Fotogramme 1996–2000. Text: Sibylle Omlin. Alpnach: Martin Wallimann, 2000, ISBN 978-3-908713-11-1.
- Johanna Näf: Transparente Räume. Uster: Villa am Aabach, 2003. Texte von Yvonne Höfliger und Sibylle Omlin, ISBN 978-3-9522633-0-3
- Suzanne Kappeler: «Lichtspuren». In: Neue Zürcher Zeitung, 28. Januar 2003, S. 40.
- mit Sibylle Omlin: Landstrich mit Figuren. Wallimann, Alpnach 2004, ISBN 978-3-908713-46-3.
- Norbert Lehmann: Die Kunstsammlung des Kantons Schwyz. Malerei und Plastik bis 2004. Mit einer Einleitung von Markus Riek. Schwyz: Kulturkommission Kanton Schwyz, 2006 (= Schwyzer Hefte 87), ISBN 978-3-909102-49-5
- Indische Impressionen (= Impressions of India). 2008, ISBN 978-3-033-01774-0.
- Raum Skulptur Landschaft. 2014, ISBN 978-3-907164-35-8.